# Maison du Doyenné (Moulins)
La maison du Doyenné est un hôtel particulier datant du XVe siècle situé à Moulins dans le département de l'Allier. Il est classé monument historique en 1938.

## Présentation
Située au 24-26 rue François-Péron à Moulins, la maison du Doyenné se visite sur demande auprès de la librairie Devaux se trouvant au 26 ainsi que lors des Journées du Patrimoine. Il s'agit d'un bâtiment privé. 
La maison du Doyenné présente la façade d'un hôtel particulier de la fin de la période médiévale, à savoir de la fin du XVe siècle. La façade sur cour a été classée au titre des monuments historiques par arrêté du 9 novembre 1938.

## Histoire
L'hôtel particulier actuellement visible remplace une maison préalable de 1460 de Jean Chauveau, bourgeois et à son frère Hugues, le gouverneur de l'hôpital Saint-Julien. Le terme de doyenné est postérieur, puisqu'il vient du XVIIIe siècle, époque où 3 doyens de la famille Feydeau y résident.
Il aurait été construit soit par Nicolas Laubigeois, gouverneur général des finances du duc Jean II de Bourbon, soit par un membre de la famille Chauveau. Selon Achille Allier, la maison aurait appartenu aux ducs de Bourbon qui la firent édifier à la même époque que la collégiale.
Les travaux de 1768 ont transformé la façade de la rue. Auparavant, la façade était agrémentée de personnages sculptés et reposait sur des arcades. C'est également au XVIIIe siècle que le ferronnier Jean-Baptiste Paradis a vécu dans la maison, et on lui attribue les appuis de fenêtres[réf. souhaitée].

## Architecture

### Élévation extérieure de la maison
Le bâtiment en pierre présente particulièrement un intérêt architectural de son côté est. En effet, le corps du bâtiment, ornementé d'une petite aile en retour est agrémenté de plusieurs éléments décoratifs remarquables. La gargouille de l'aile du bâtiment tient un bâton orné du symbole de l'"arbre sec", un motif prisé par les alchimistes au XVe siècle. 
Au centre de cette façade sur cour, la tour d'escalier à pans coupés se termine par une chambre haute à motifs. L'un de choux frisés et l'autre en culs-de-lampe qui représente un centaure. Sous les fenêtres, les motifs flamboyants donnent un aspect remarquable à l'édifice, mais il faut penser qu'à l'origine, ces dernières étaient surmontées de frontons triangulaires et de pinacles à crochets. 
Dans cette partie du centre de la France, cette maison, fait penser au palais Jacques-Cœur de Bourges, par son ornementation, sa structure et sa période de construction.
Côté ouest, la façade a fait l'objet de remaniements au XVIIIe et XIXe siècles. L'un des éléments décoratifs représentait un personnage qui montrait son pied à l'autre « ôte moi une épine du pied ». Si l'inscription a disparu, la pierre sculptée est, elle, conservée au musée Anne-de-Beaujeu. Selon Roger de Quirielle, il s'agirait d'une allusion à la chance de l'entrepreneur des travaux de la collégiale, de passer à un sous-traitant son entreprise, legs fait à des conditions ruineuses.

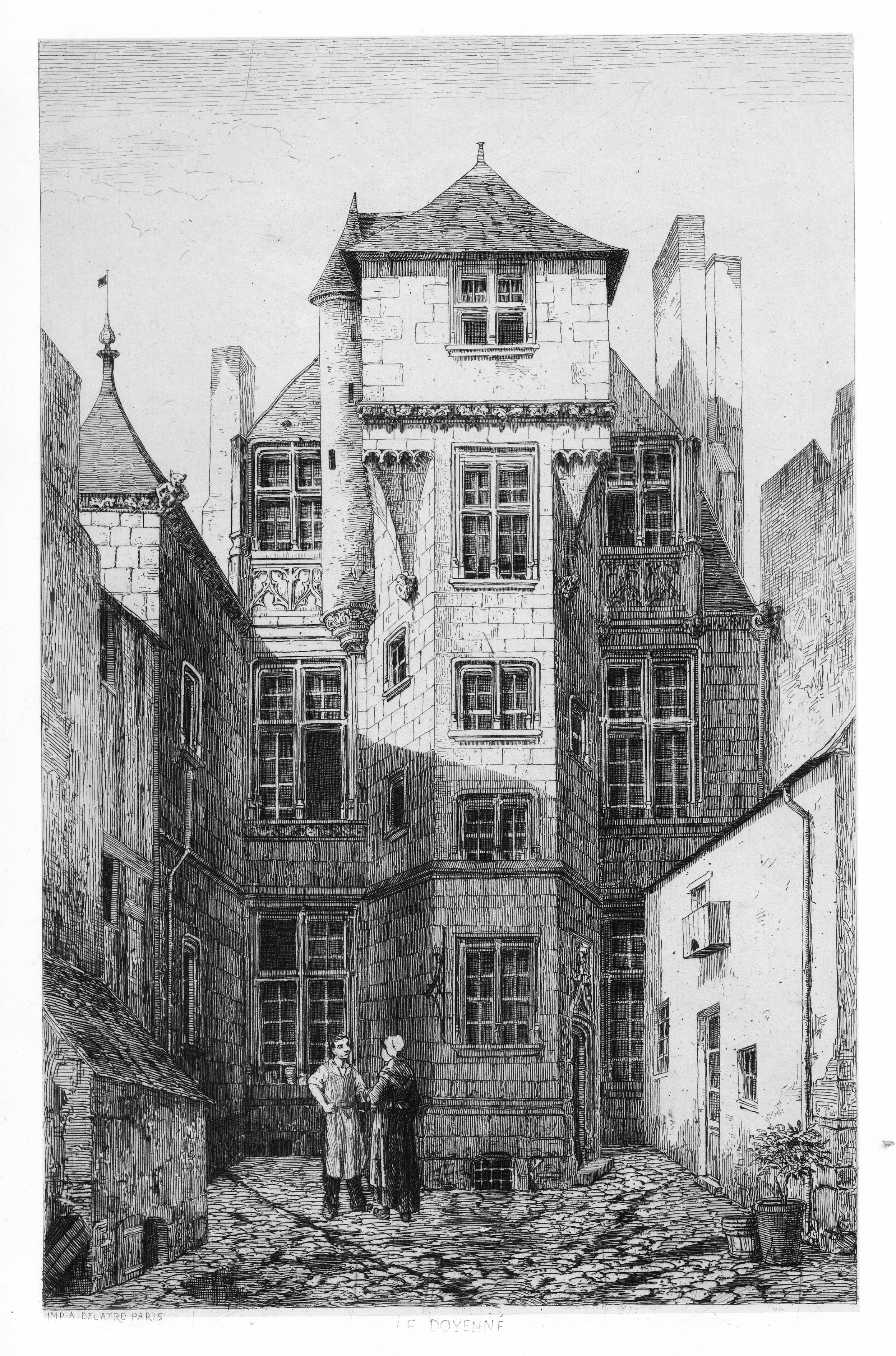
Eau Forte de Queyroy, 1862

### Élévation intérieure
Le bâtiment est aujourd'hui occupé partiellement par une librairie ; on peut découvrir plusieurs pièces au rez-de-chaussée. Dans celles-ci, subsiste l'une de deux cheminées, l'autre ayant été déplacée en 1902 ; c'est à l'occasion de ces travaux que la description en a été faite par le conservateur du Musée départemental : « Ornée de fleurs de lys, en relief sur 5 panneaux, que traversait la bande des armes de Louis II de Bourbon : le panneau principal avait également en relief le cerf du duc et des traces de la ceinture de son ordre d'Espérance ». Elle avait été remontée dans les jardins bas du château des ducs de Bourbon, mais son état de conservation a motivé le fait qu'elle ait été encore démontée et placée dans les réserves du musée Anne-de-Beaujeu.

## Galerie

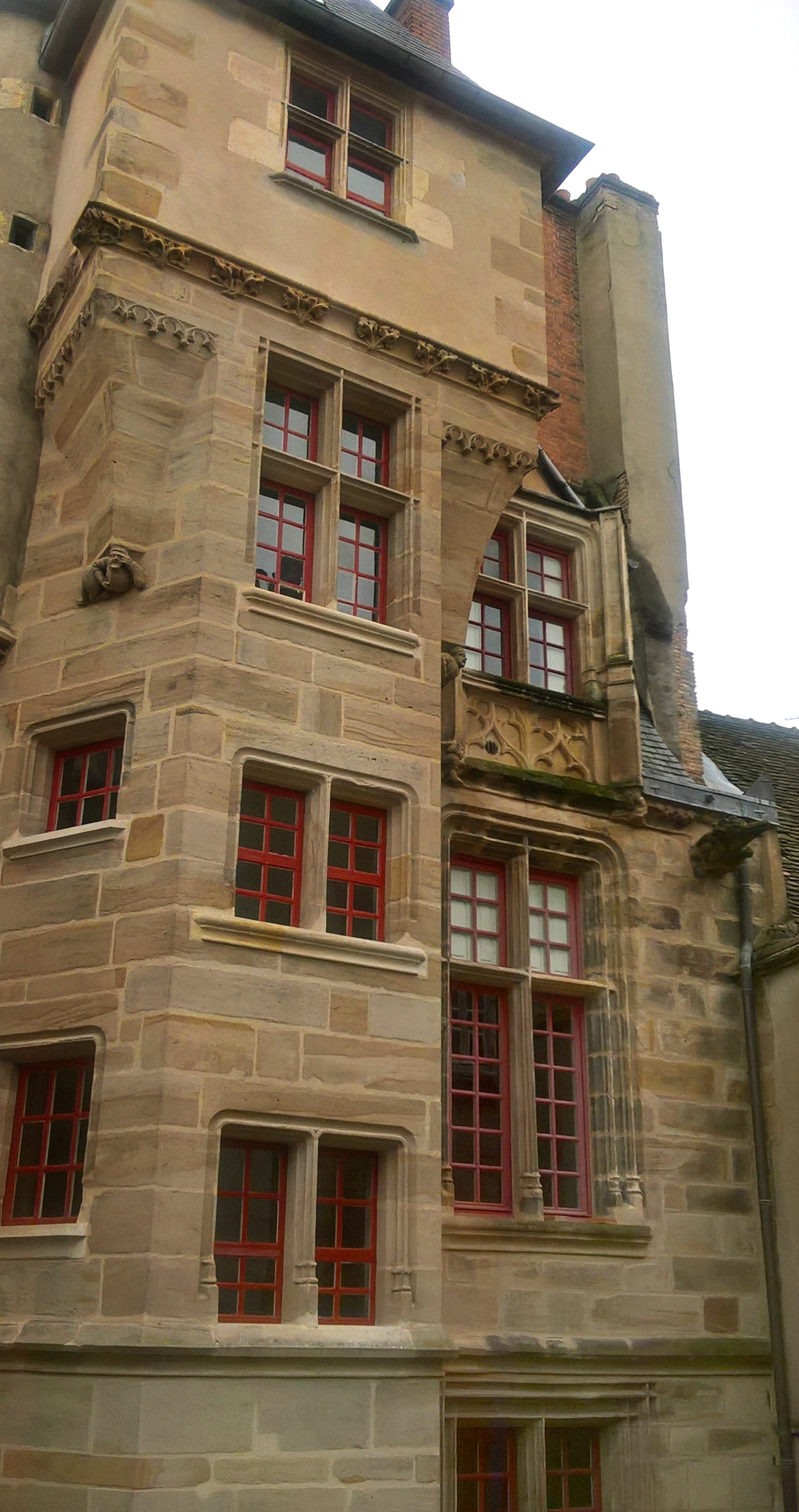
Cour de la maison du doyenné
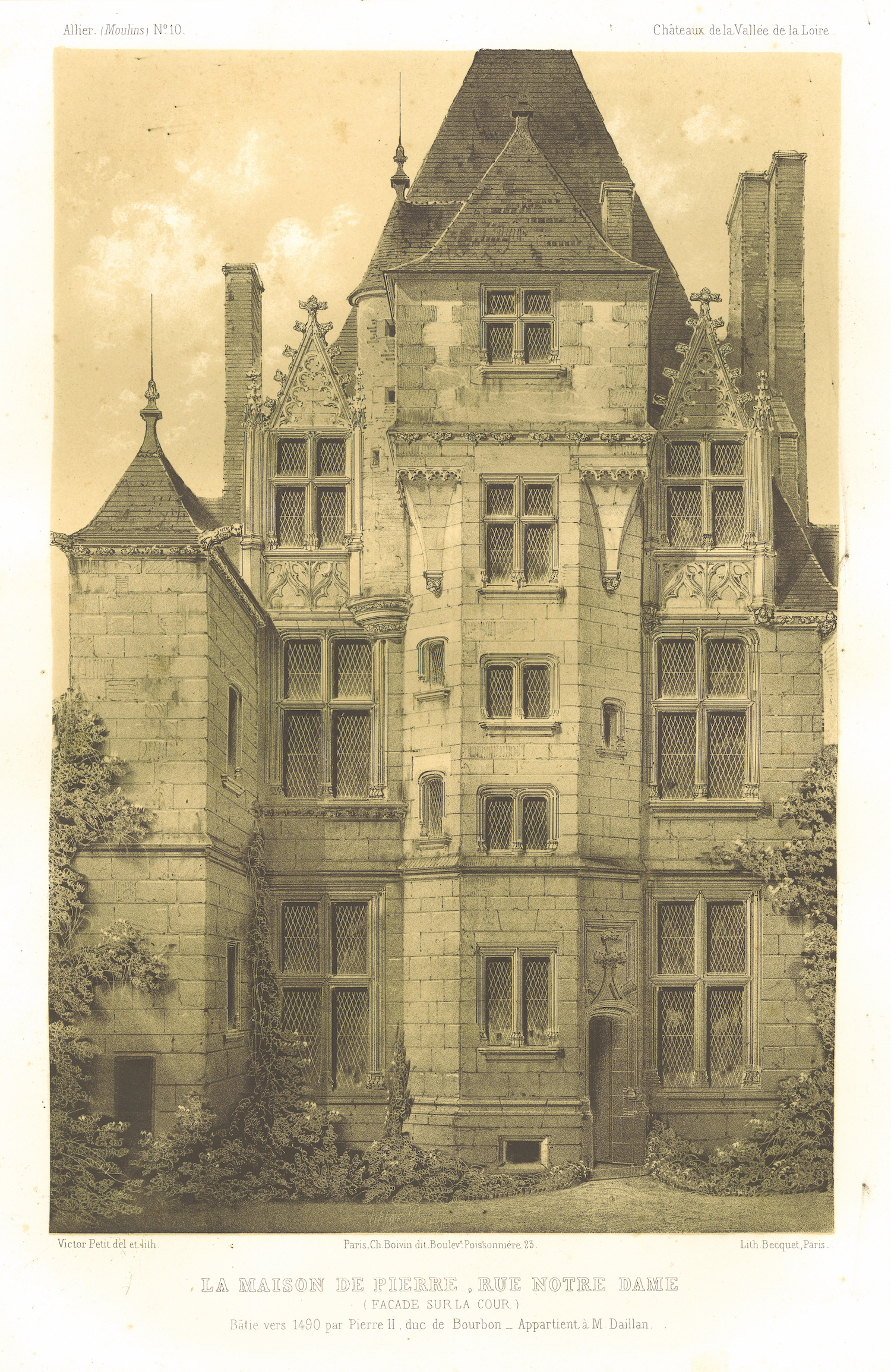
Lithographie, Victor Petit, XIXème siècle. Représentation de la façade sur cour du Doyenné
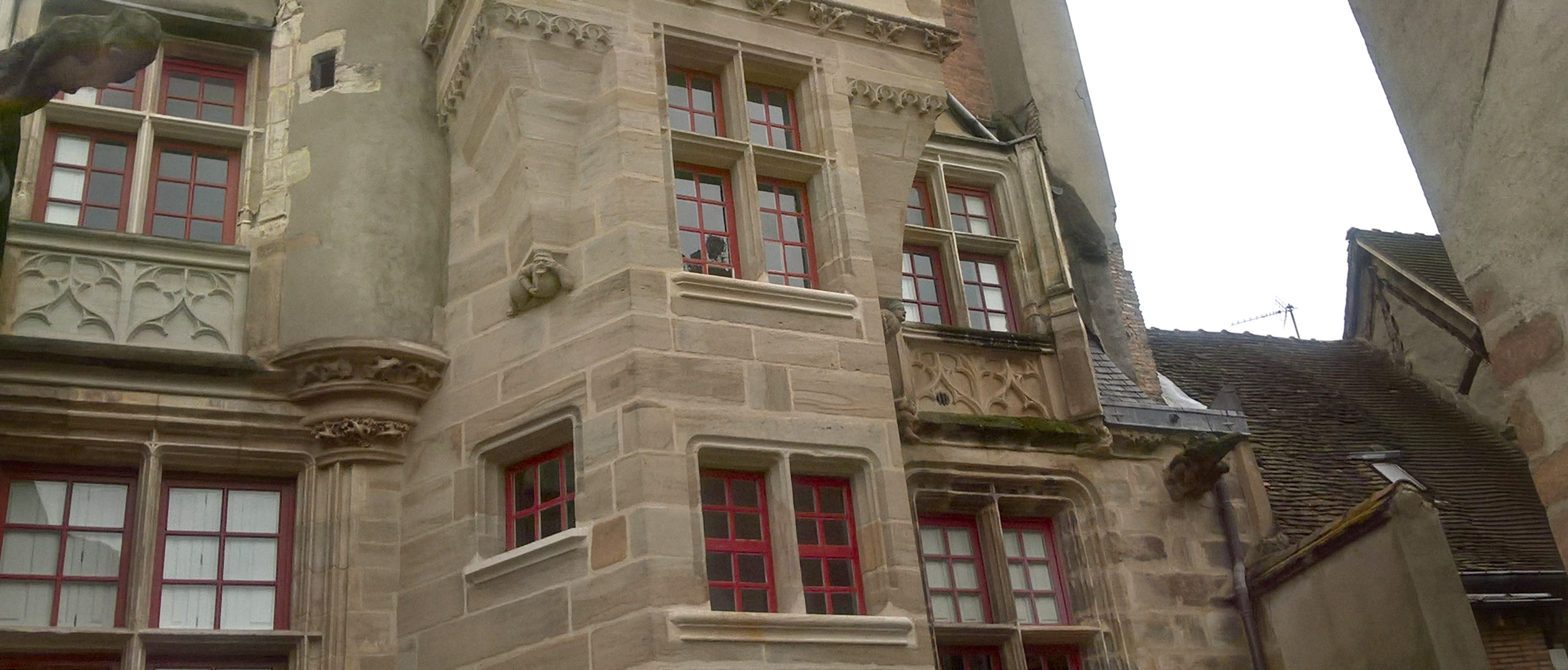
Photographie de la cour du doyenné